# Radulomyces subsigmoideus
Radulomyces subsigmoideus är en svampart som beskrevs av Hjortstam & Ryvarden 2001. Radulomyces subsigmoideus ingår i släktet Radulomyces och familjen mattsvampar.   Inga underarter finns listade i Catalogue of Life.